# Тибетански канон
Тибетански будистички канон представља опус светих списа које признају разне школе тибетанског будизма.

## Историја
Иако у Индији никада није постојао свеобухватни махајански или вађрајански канон; али, превођењем на тибетански током шест векова свих канонских дела, тумачења и изворних дела индијских будистичких учитеља које су могли да нађу, Тибетанци су постепено утемељили сопствени канон, који је до 13. века попримио у мањој или већој мери свој данашњи облик. Главна заслуга за то припада великом учењаку и писцу енциклопедичару Бу-Стону (1290-1364). 